# Назиевское городское поселение
На́зиевское городско́е поселе́ние — муниципальное образование в составе Кировского района Ленинградской области.
Административный центр — пгт Назия.
Глава поселения — Вавилов Александр Серафимович. Глава администрации (и.о.) — Басков Сергей Петрович.

## Местоположение
Назиевское городское поселение расположено на востоке Кировского района.
Граничит:
- на севере — с Суховским сельским поселением и Ладожским озером
- на востоке — с Шумским сельским поселением и Киришским районом Ленинградской области
- на юге — с Киришским районом Ленинградской области
- на западе — со Мгинским городским поселением и Путиловским сельским поселением

По территории поселения проходят автодороги:
- Р21 (E 105) «Кола» (Санкт-Петербург — Петрозаводск — Мурманск)
- 41К-120 (Подъезд к станции Жихарево)
- 41К-239 (Войпала — Горная Шальдиха)
- 41К-538 (Назия — Карловка)
- 41К-541 (Мучихино — Назия)
- 41К-542 (Назия — Рабочие посёлки №1 и № 2)

Расстояние от административного центра поселения до районного центра — 40 км.
По территории поселения проходит железнодорожная линия Санкт-Петербург — Волховстрой.

## История
1 января 2006 года в соответствии с областным законом № 100-оз от 29 ноября 2004 года «Об установлении границ и наделении соответствующим статусом муниципального образования Кировский муниципальный район и муниципальных образований в его составе» образовано Назиевское городское поселение, в которое вошли посёлок Назия и территории, подчинённые поселковой администрации.

## Население
| 2006  | 2010  | 2011  | 2012  | 2013  | 2014  | 2015  |
| ----- | ----- | ----- | ----- | ----- | ----- | ----- |
| 5500  | ↘5126 | ↘5102 | →5102 | ↗5260 | ↘5128 | ↘5121 |
| 2016  | 2017  | 2018  | 2019  | 2020  | 2021  | 2023  |
| ↘5113 | ↘5074 | ↘5042 | ↘4983 | ↘4952 | ↗6849 | ↘6704 |
| 2024  | 2025  |       |       |       |       |       |
| ↘6666 | ↘6652 |       |       |       |       |       |

## Состав
В состав Назиевского городского поселения входят 15 населённых пунктов:
| №  | Населённый пункт | Тип населённого пункта      | Население    |
| -- | ---------------- | --------------------------- | ------------ |
| 1  | Александровка    | деревня                     | ↗2 (2017)    |
| 2  | Васильково       | деревня                     | ↗111 (2017)  |
| 3  | Городище         | деревня                     | ↘6 (2017)    |
| 4  | Жихарево         | деревня                     | ↗15 (2017)   |
| 5  | Замошье          | деревня                     | ↘8 (2017)    |
| 6  | Карловка         | деревня                     | ↗19 (2017)   |
| 7  | Лукинское        | деревня                     | ↘2 (2017)    |
| 8  | Мучихино         | деревня                     | ↗80 (2017)   |
| 9  | Назия            | пгт, административный центр | ↘6111 (2025) |
| 10 | Никольское       | деревня                     | ↗10 (2017)   |
| 11 | Павловский       | хутор                       | ↘0 (2017)    |
| 12 | Плитняки         | местечко                    | ↗3 (2017)    |
| 13 | Подолье          | деревня                     | →0 (2017)    |
| 14 | Сирокасска       | деревня                     | ↘13 (2017)   |
| 15 | Старая Мельница  | деревня                     | ↘30 (2017)   |